# Alaska TV

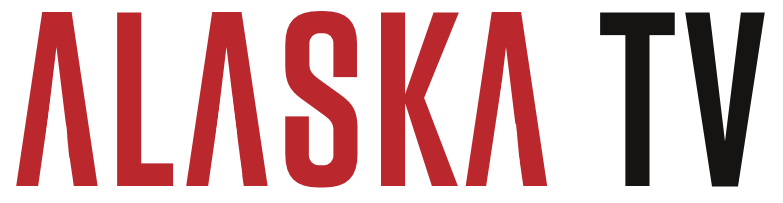
Logo van Alaska TV

Alaska TV, vaak kortweg Alaska, is een Belgisch productiehuis dat een aantal programma's voor VRT maakt. Het werd midden 2012 opgestart. Het startte met de productie van het jongerenprogramma Magazinski Op 12. Ook het programma De neus van Pinokkio van Eén en de wedstrijd De Nieuwe Lichting voor Studio Brussel worden door Alaska gemaakt. In 2014 ging 4 jongeren op zoek naar werk in het programma Ooit komt het goed. In dat jaar maakte men ook de programma's Olalala en Normale mensen. De programma's van het productiehuis eindigen altijd met een beeld van krakend ijs.